# 布鲁克斯 (肯塔基州)
布鲁克斯（英語：Brooks）是位於美國肯塔基州布利特縣的一個人口普查指定地區。

## 人口
根據2020年美國人口普查的數據，布鲁克斯的面積為9.60平方千米，當中陸地面積為9.54平方千米，而水域面積為0.06平方千米。當地共有人口2469人，而人口密度為每平方千米257.19人。